# Schloss Račice

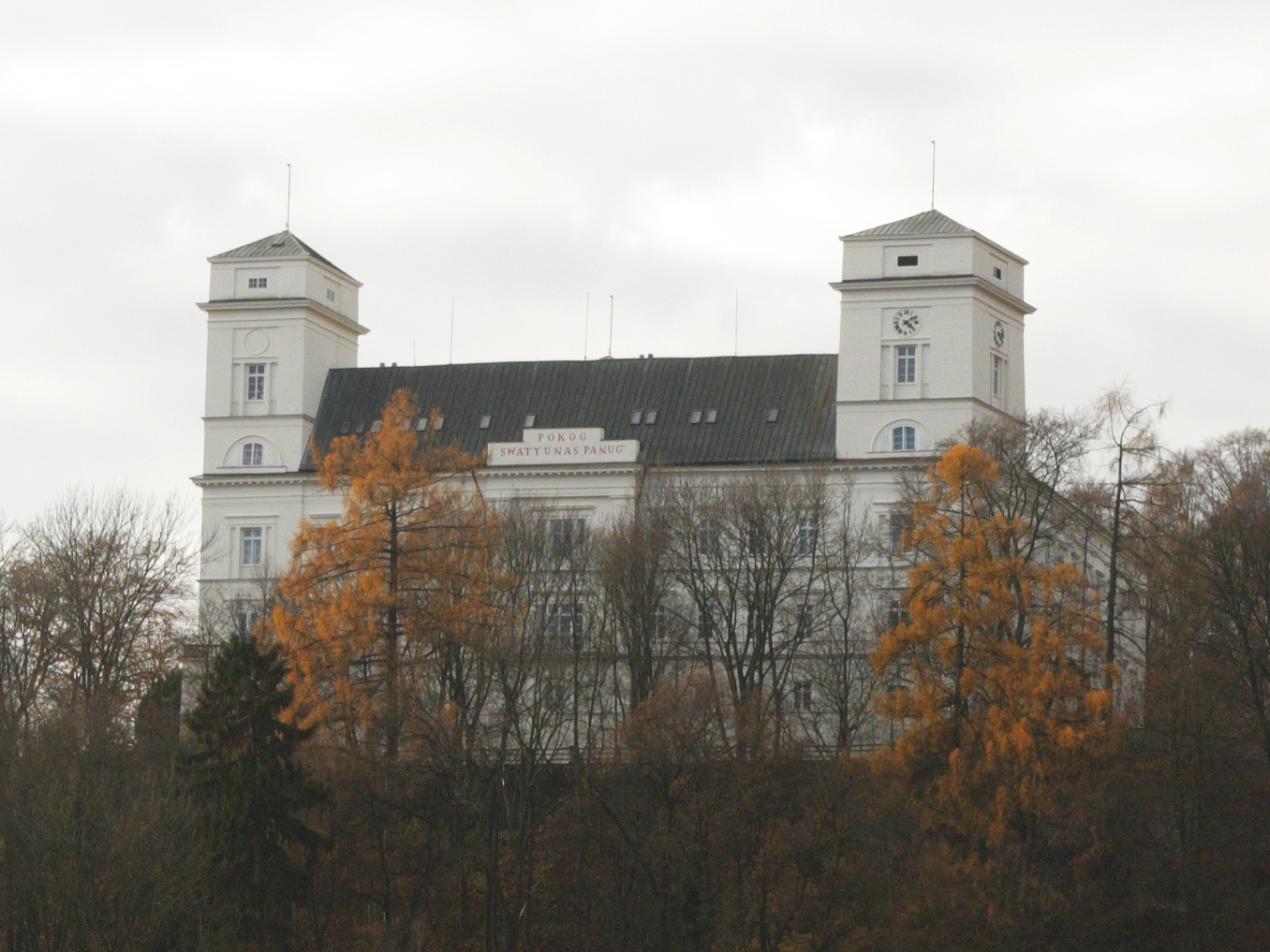
Schloss Račice von Norden

Das Schloss Račice (deutsch Ratschitz) ist ein Bau im Empirestil im Ortsteil Račice der Gemeinde Račice-Pístovice im Drahaner Bergland, Tschechien.

## Geographie
Das mächtige dreitürmige Bauwerk thront am südwestlichen Rand des Dorfes Račice auf einem Sporn linksseitig über dem Tal des Baches Račický potok. Gegen Osten liegt das Tal des Rakovec. Aus diesem führte unterhalb der Anlage seit dem Mittelalter eine alte Straße von Wischau in das Gebirge nach Kiriteyn.

## Geschichte

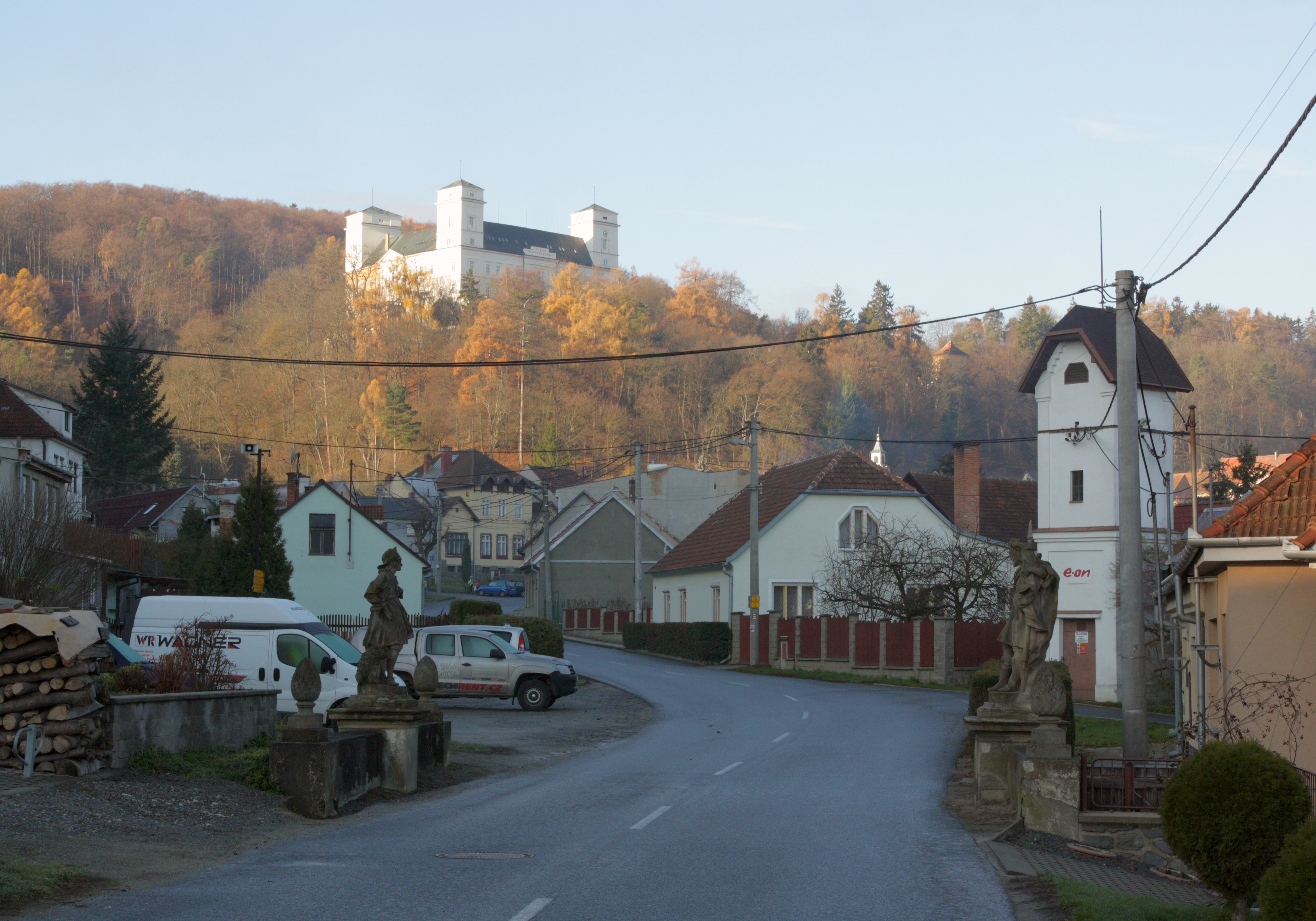
Ansicht vom Dorf

### Gotische Burg
Nachdem die Herren von Schwabenitz durch Heirat mit Kojata IV. von Hrabischitz Erbinnen Eufemie und Svatochňa die Burg Drnovice erworben hatten, ließen sie zwischen 1275 und 1285 an der strategisch günstigen Stelle über dem Dorf Ratzici eine neue Burg errichten. Wahrscheinlich war es Milota von Schwabenitz auf Drnovice, der seinen Sitz auf die Burg Račice verlegte; er nannte sich ab 1285 Milota von Račice. Nachdem sich zu Beginn des 14. Jahrhunderts der Raubritter Friedrich von Linau (Friduš z Linavy) der Burg bemächtigt hatte, ließ König Johann 1312 die Burg erobern und niederreißen. Wenig später wurde sie wiederhergestellt und gehörte ab 1346 Heinrich von Leipa. Um 1350 erwarben die Herren von Sternberg die Herrschaft. 1375 übergab Albrecht von Sternberg die Burg mit den zugehörigen Dörfern Račice, Drnovice, Pístovice, Sokolí, Ježkovice und Nosálovice nach einem Gerichtsbeschluss an seinen Vetter Peter von Sternberg. Markwart von Sternberg verkaufte Račice mit allem Zubehör 1399 an Peter Krawarn von Plumlov. Die Krawarn von Plumlov starben 1466 mit Peters Sohn Jiří im Mannesstamme aus. Bei der Teilung des Besitzes unter Jiřís vier Töchtern, fielen die Račicer Güter Kunka, die mit Wenzel von Boskowitz verheiratet war, zu. Ihm folgte Ladislav von Boskowitz und 1510 dessen Sohn Christoph. 1563 verkaufte Jindřich Dobeš Černohorský von Boskowitz die Burg Ratschitz mit dem Städtchen Ratschitz, den Dörfern Pístovice, Ježkovice, Drnovice sowie den wüsten Orten Vilémov und Sokolí an Jan Jindřich Černohorský von Boskowitz. Über Susanne Černohorská von Boskowitz ging der Besitz 1568 an Hans Haugwitz von Biskupitz über.

### Renaissanceschloss
Hans Haugwitz ließ zwischen 1570 und 1585 die gotische Burg zu einem dreiflügeligen Renaissanceschloss umgestalten. 1576 erweiterte er die Herrschaft 1576 noch um das Gut Podomí sowie das wüste Hamlíkov. Im Jahre 1585 verkaufte Hans Haugwitz das Schloss einschließlich der zugehörigen Grundherrschaft für 29000 Mährische Gulden an Bernart Petřvaldský von Petřvald. Rechtswirksam wurde der Kauf nach längeren Querelen erst im Jahre 1598 mit der Bestätigung durch die Vormunde der Nachkommen von Hans Haugwitz. Danach veranlasste Bernarts Sohn Hans, der zu dieser Zeit die Herrschaft de facto übernommen hatte, den Aufbau eines zweiten Stockwerkes und die Anlegung mit reichhaltigen Reliefs verzierter Arkaden. Am Kamin wurden die Wappen Hans von Peterwalds und seiner Ehefrauen Libussa von Waldstein und Katharina von Ullersdorf (Kateřina Ulštoferová z Něniče) angebracht. Weiterhin entstand eine Schlosskapelle. Zwischen 1580 und 1620 entstand eine neue Vorburg mit der Schlosskirche Mariä Verkündigung. 1598 beauftragte Hans von Peterwald den Steinmetzmeister Alexander Kohout aus Archlebov mit der Fertigung eines sechseckigen Brunnens mit einer Statue der Fortuna. Ausgeführt wurde das Werk wahrscheinlich vom Bildhauer G. Gialdi. Um das Schloss ließ Peterwald einen kleinen Garten anlegen. Die Umbauten waren 1618 abgeschlossen. Nach der Schlacht am Weißen Berg wurde Hans von Peterwald zur Festungshaft verurteilt und seine Güter konfisziert. Er starb auf dem Spielberg. Die auf 120.000 mährische Gulden geschätzte Herrschaft wurde 1623 für 80.000 Gulden an den kaiserlichen Günstling Karl Willinger von Schönenperg verkauft. Weitere Besitzer waren ab 1629 Simon Kratzer von Schönsberg, ab 1630 Horacius Forno und sein Sohn Karl Franz sowie ab 1670 die Grafen Braida, die Račice mit einigen Unterbrechungen 130 Jahre besaßen. Karel Antonín Graf Braida verkaufte den Besitz 1800 an Johann Franz Heinisch von Haydenburg, von dem ihn 1802 Johann Huschka von Ratschitzburg erwarb. Huschka verpachtete die Herrschaft zu Beginn des 19. Jahrhunderts an den Unternehmer Wilhelm von Mundy und verkaufte sie 1830 an Antonín Hermann.

## Empireschloss

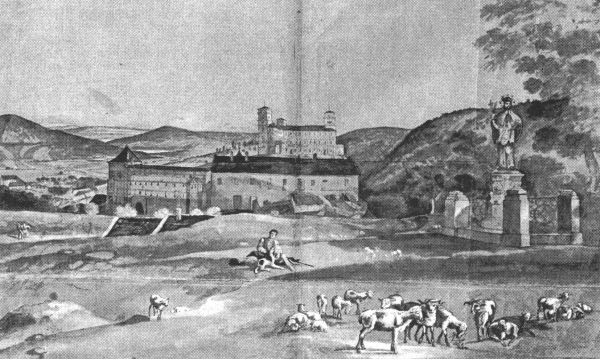
Račice mit dem neuen Schloss, Stich von F. Richter (1846)

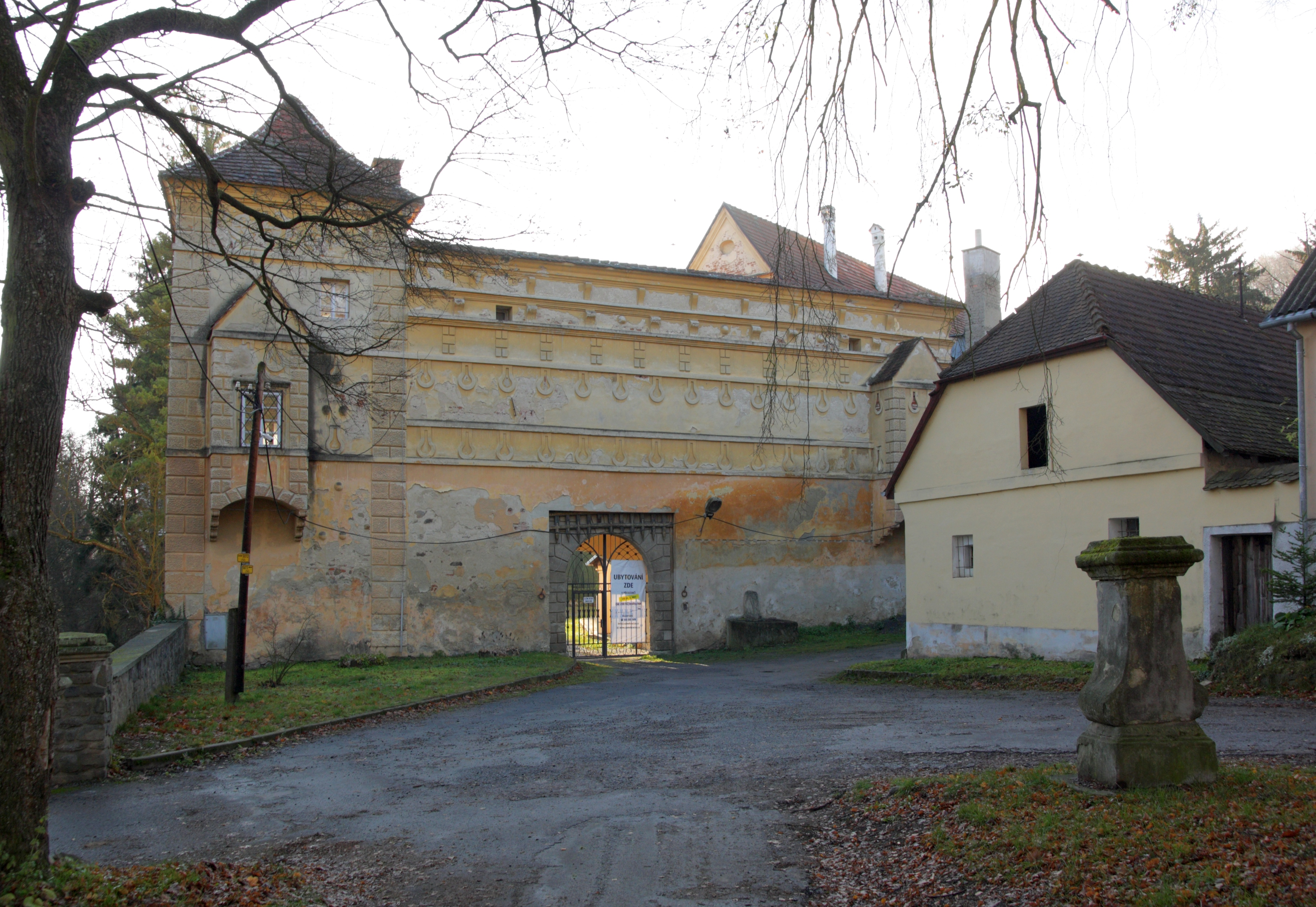
Eingangstor, Zustand vor der Renovierung

Nachdem Johann von Mundy das zuvor durch seinen Vater gepachtete Schloss 1830 käuflich erworben hatte, ließ er es im Empirestil umbauen.
Er führte in der Herrschaft die Schafzucht ein. Die Wolle wurde in den Spinnereien in Podomí und Pístovice weiterverarbeitet. 1864 verkaufte Jaromír Mundy das Schloss an Eduard von Kramsta. Dieser veräußerte den Besitz, nachdem sein einziger Sohn bei einer Hirschjagd versehentlich erschossen worden war, 1874 an den Baron von Palm. Von diesem erwarb der Wiener Industrielle Sir Paul Eduard von Schoeller 1894 den Besitz.
Während der Sudetenkrise und der Mobilmachung der tschechoslowakischen Armee verlegte der Oberbefehlshaber der Streitkräfte, General Ludvík Krejčí, am 26. September 1938 den Generalstab der Mobilisationsarmee Branná moc nach Račice und Umgebung. Das Schloss wurde zum Sitz des Generalkommandos und der Operativen Abteilung. 1945 wurde die Familie Schoeller infolge der Beneš-Dekrete enteignet.
1947 wurde das Schloss dem Staatsbetrieb für Bekleidungsindustrie in Prostějov als Erholungsobjekt übertragen. Ab 1959 diente es als Sonderschule mit Internat und Berufsschule. 2017 verkaufte der Kreis Südmähren das Schloss an einen privaten Investor, der das verfallene Objekt umfassend renoviert und touristisch nutzt.